# کویچی مییاو
کویچی مییاو (انگلیسی: Koichi Miyao؛ زادهٔ ۱۵ ژوئن ۱۹۹۳) بازیکن فوتبال اهل ژاپن است.